# AirPort
AirPort是蘋果電腦以IEEE 802.11（又稱Wi-Fi）標準為基礎的無線網路系統，也通過認證能夠與其他的802.11裝置相容。最新的產品家族中，是以IEEE 802.11ac規格為基礎，提供最高每秒1.3Gbps的速度，并且能夠與舊的產品相容與共用。
有些容易混淆的是，AirPort和AirPort Extreme也會被用來當作協定（個別使用 802.11b 和 802.11g），擴充卡以及基地台。
在日本市場，這個系統也被稱為AirMac。
2018年，蘋果公司正式宣布AirPort產品線停產。

## 概觀
AirPort在1999年7月21日在紐約的Macworld Expo中首次展出。一開始提供包含了給蘋果公司新的iBook產品線所可選購的擴充卡，加上一個AirPort基地台。
原本的AirPort系統最高能夠達到每秒11Mbit的傳輸率。天線整合在iBook顯示器的四周，因此接收能力非常的好。蘋果電腦也是第一個擁抱802.11b無線網路的製造商。AirPort擴充卡後來都被加入為幾乎所有蘋果產品線的選購配備，包含了PowerBook、eMac、iMac、和PowerMac。只有Xserve沒有AirPort的選購配備。
於2003年1月7日，蘋果電腦推出了以802.11g規格為基礎的AirPort Extreme。AirPort Extreme最大可以達到每秒54Mbit的資料傳輸率，而且能夠向前相容（不像競爭對手802.11a無法向前相容）於現有在咖啡廳、零售店、辦公室、家裡的802.11b基地台。所有的蘋果電腦現在的電腦型號，除了Xserve例外，都有一個插槽可以插入AirPortExtreme擴充卡，以及所有的PowerBook和iBook型號現在都將無線網卡列為標準配備一起出貨。AirPort和AirPortExtreme在實體上並不相容：AirPort Extreme擴充卡無法安裝到舊的Mac機器上，而AirPort擴充卡則無法安裝在較新的Mac機器上。然而，AirPortExtreme裝置也可以跟其他以802.11g為基礎的裝置或是802.11b的AirPort擴充卡互相溝通。
原先的AirPort擴充卡是使用朗訊電訊(Lucent)的晶片，但是不像Lucent Wave Lan SilverCard（相等的40位元擴充卡），蘋果在2001年春天釋出的韌體更新，提升了加密等級到128位元（有效地提供了Lucent Wave Lan GoldCard免費升級）。到了2004年，原本的AirPort就停止生產。

## 基地台

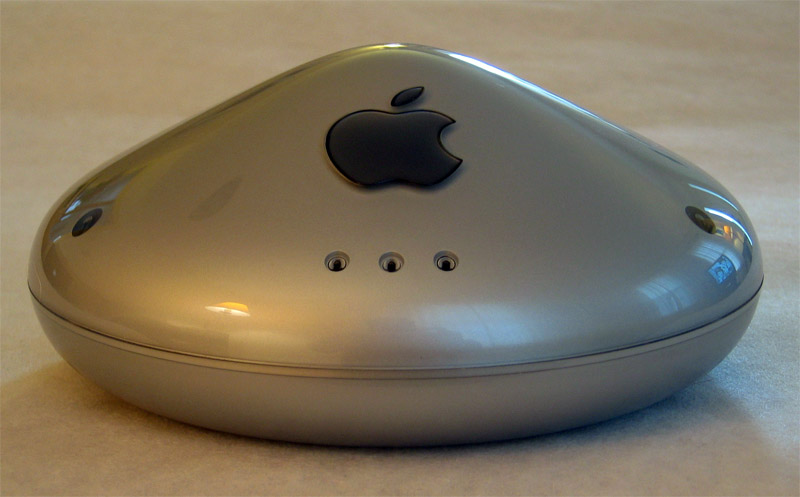
Original graphite AirPort Base Station

AirPort基地台是用來連接AirPort的電腦到網際網路、有線的區域網路或是其他的裝置。

### AirPort
原先的版本（石墨灰色）提供數據機和乙太網路埠的特色，是以朗訊科技WaveLan PC-Card為基礎，使用嵌入式的英特爾80486處理器。
第二代的型號（雙乙太網路或者雪白色）於2001年11月13日推出，擁有兩個乙太網路部的特色，一個是給區域網路，另外一個是給廣域網路使用。也增加了與 AOL撥接服務的相容性，讓AirPort成為能夠作這些功能的唯一無線解決方案。這個型號是以Motorola的PowerPC860處理器為基礎。

### AirPort Extreme
Airport Extreme是蘋果電腦在Macintosh平台的無線解決方案,包括無線基地台和無線網卡。
在 2003年1月7日，AirPort基地台被AirPort Extreme基地台取代。除了也提供了AirPort Extreme更快的傳輸速度，它增加了一個外部的天線埠，和一個USB埠可以連接到印表機。網路使用者可以利用Bonjour協定和IPP來使用印表機。也有第二個比較便宜的版本，缺少了數據機和外部天線埠，但是在2004年中期的AirPort Express推出後就終止了。2004年4月19日，第三版推出，支援Power over Ethernet以及遵循UL的2043防火管理規定。
所有的AirPort Extreme型號都是使用AMD Alchemy Au1500，是以MIPS架構為基礎的處理器。
AirPort Extreme的最低有效涵蓋率可達150平方米範圍。

### AirPort Express

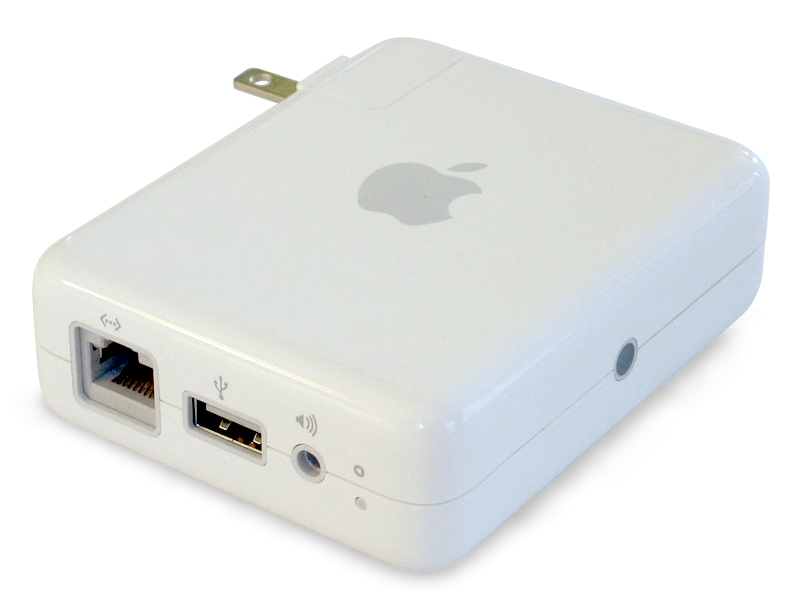
AirPort Express

AirPort Express 是簡化和精簡版的AirPort Extreme基地台，擁有新的特色稱AirTunes。他並沒有取代AirPort Extreme基地台。蘋果電腦於2004年6月7日推出，並且包含了類比跟數位聲音輸出；和一個 USB 埠給遠端列印；以及一個乙太網路埠。聲音的輸出是給AirTunes這個功能使用，可以讓iTunes音樂透過無線網路的串流來播放。AirPort Express 也能夠輕易地透過WDS橋接來擴充無線涵蓋率。
AirPort Express的主要處理器是Broadcom BCM4712KFB無線網路晶片。他是內建200MHz MIPS處理器。聲音的部份是由德州仪器（Texas Instruments）的PCM2705數位到類比轉換晶片來處理。
AirPort Express 的 USB 埠也可以用來接上Keyspan的USB紅外線遙控器來控制AirTunes。

### AirPort Time Capsule
AirPort Time Capsule是配備硬碟的AirPort Extreme基地台，可同時作為路由器及網絡附接儲存。於2008年推出第一代Time Capsule並無配置無線基地台，現時已推出至第五代。

## 安全性
在無線射頻為基礎的網路下，安全性是很重要的一環，因為系統有可能從遠端地方被存取。就像大部分的WLAN系統，無線射頻網路安全是以WEP標準為基礎，給一些固有的限制來作為安全防護，但在很多安全公司已經認為這種防護已經被破解。最新的基地台，也就是AirPort Extreme，也提供了WPA安全性。在管理上以及預設的AirPort組態設定出現了更多重要的問題。在重設組態後，基地台會進入全部功能的狀態，但預設不提供加密功能。系統提供遠端管理，但是會使用公開且大家都知道的預設1密碼。
即使管理界面的密碼已經安全地更新到一個安全值，但也被發現管理系統所使用的密碼，竟然沒有加密2地在網路上傳輸。為了回應這樣的發現，蘋果電腦發表聲明說AirPort的管理應該是由有線連線或是經由WEP加密的網路上來操作。然而，如果因為使用者意外或是忽略，在不安全的網路上作AirPort的遠端管理，不幸的是系統軟體並不會給使用者任何的警告。
AirPort Extreme基地台所附的安裝手冊幾乎沒有包含任何安全性的指引，也就是預設密碼的資訊，以及安全插槽的位置（使用cable lock可以用來作為實體安全的功能）。在2004年，AirPort的網頁上也缺乏AirPort安全性之明顯的指引資訊，然而在可以下載的Designing Airport Networks手冊上，有一章致力於安全性3。另外一個由支援網頁可以得到的手冊Managing AirPort Extreme Networks，也包含了一個選擇加密技術4的章節，以及包含了不同技術的比較。這個章節提供了基本的安全性建議，但並沒有完整地包含某些風險；舉例來說，在封閉網路的那段說使用者"必須知道網路的名稱"，但無提到被猜中的機率。
在IP網路方面，AirPort預設組態提供了網路位址轉換NAT閘道，是一種Statefull Firewall的基本功能。儘管這個功能沒有提供全部完整的應用等級過濾，但是也意味著透過AirPort基地台連接到網際網路的電腦，將會有比直接連線到網際網路有更好的保護。
如果是被有好的安全知識之有經驗管理者所使用，那麼AirPort基地台就可已變成解決方案的一部份，在大部分的應用上，提供一個可以接受的安全等級。如果情況是讓沒有經驗，且只有少數的WLAN安全知識的使用者來設定基地台，AirPort系統就會很輕易地允許不安全無線網路上的簡易設定，且無提供任何的警告給使用者。

## 外部連結
- Apple: AirPort*（页面存档备份，存于）
- AirPort Base Station Experiences（页面存档备份，存于）
- AirPort Support（页面存档备份，存于）